# Kasteel van Revelingen
Het Kasteel van Revelingen is een kasteel in de Vlaams-Brabantse plaats Sint-Genesius-Rode, gelegen aan de Eigenbrakelse Steenweg 149.

## Geschiedenis
Dit terrein behoorde tot het Zoniënwoud maar werd verkaveld door de Generale Maatschappij van België. In 1836 kwam het in bezit van twee schoonbroers: Jacques Gauchez en Gustave Leghait. In 1844 gaven dezen opdracht tot de bouw van een kasteel, naar ontwerp van Jean-Pierre Cluysenaar. In 1847 werd dit verkocht aan Mathilde Engler die echtgenote was van baron Auguste Goethals. Zij liet in 1864 het maison de campagne naar het westen toe uitbreiden naar ontwerp van dezelfde architect.
Door huwelijk en vererving kwam het domein in bezit van de familie De Jonghe d'Ardoye. In 1893 werd het kasteel verder uitgebreid in opdracht van Louis de Jonghe d'Ardoye, naar verluidt om er zijn meubilair in onder te brengen dat hij tijdens zijn diplomatieke missies naar Wenen en Sint-Petersburg had vergaard.

## Gebouw
Het centrale deel, in neoclassicsitische stijl, is van 1844. De linkervleugel, van 1864, had een luchtiger versiering, met beelden en vazen, maar veel daarvan is verloren gegaan. De rechtervleugel, van 1893, werd niet door Clysenaar ontworpen. Het lijkt qua stijl op de linkervleugel, maar werd soberder uitgevoerd.
Bij het kasteel horen enkele dienstgebouwen en een hoeve. Het kasteel is omringd door een gazon en een aantal bospercelen in Nationaal Park Brabantse Wouden.